# Мартин Новоселаць
Мартин Новоселаць (хорв. Martin Novoselac, нар. 10 листопада 1950) — югославський футболіст, що грав на позиції захисника. По завершенні ігрової кар'єри — хорватський тренер.
Виступав, зокрема, за клуб «Динамо» (Загреб) та «Олімпіакос», а також національну збірну Югославії.

## Клубна кар'єра
Народився 10 листопада 1950 року. Розпочав займатись футболом у футбольній команді «Динамо» (Вінковці). Дорослу футбольну кар'єру розпочав 1969 року в основній команді того ж клубу, в якій провів три сезони у Другій лізі.
Своєю грою за цю команду привернув увагу представників тренерського штабу клубу «Воєводина», до складу якого приєднався 1972 року. Відіграв за команду з Нового Сада наступні п'ять сезонів своєї ігрової кар'єри. Більшість часу, проведеного у складі «Воєводини», був основним гравцем команди. За цей час 1977 року виборов титул володаря Кубка Мітропи.
Згодом з 1977 по 1979 рік грав у складі «Динамо» (Загреб), провівши 37 ігор в усіх турнірах, після чого перейшов у грецький «Олімпіакос», де провів три сезони. Протягом цих років тричі ставав чемпіоном Греції та один раз володарем Кубка Греції.
Завершив ігрову кар'єру у рідній команді «Динамо» (Вінковці), де грав до 1984 року у вищому дивізіоні.

## Виступи за збірну
31 травня 1975 року дебютував в офіційних іграх у складі національної збірної Югославії в товариському матчі проти Нідерландів (3:0) у Белграді, вийшовши на заміну на 86-й хвилині замість Йосипа Каталинського, а останній матч провів 17 квітня 1976 року проти Угорщини (0:0) у Баня-Луці.
Загалом протягом кар'єри в національній команді, яка тривала 2 роки, провів у її формі 4 матчі.

## Кар'єра тренера
Закінчив юридичний факультет та Вищу тренерську школу. У 1987—1988 роках працював тренером рідного «Динамо» (Вінковці).
З 1989 року він був тренером юнацьких збірних Хорватії, з якими стояв за двома найбільшими успіхами — 1998 року він здобув бронзу на чемпіонаті Європи U-18 на Кіпрі, а через три роки збірна U-16 під його керівництвом стала бронзовою на чемпіонаті Європи в Англії. Новоселець також очолював збірну Хорватії U-20 в її історичному першому виступі на молодіжному чемпіонаті світу 1999 року в Нігерії, де Хорватія дійшла до 1/8 фіналу та отримала нагороду за чесну гру.
2000 року став головним тренером молодіжної збірної Хорватії і тренував її чотири роки, кваліфікувавшись на молодіжний чемпіонат Європи 2004 року у Німеччині, де підопічні Новоселаця посіли останнє місце в групі, набравши лише одне очко.
З 2004 року працював у тренерському штабі Златко Кранчара у збірній Хорватії, з якою взяв участь у Євро-2004 та чемпіонаті світу 2006 року.
Після звільнення Кранчара зосередився на функціонерській роботі і до 2013 року Новоселець був директором усіх молодіжних збірних Хорватії, а наступні два роки обіймав посаду головного інструктора Федерації футболу Хорватії, поки наприкінці 2015 року не вийшов на пенсію.

## Статистика виступів

### Статистика виступів за збірну
| Дата      | Місто         | Господарі | Результат | Гості      | Турнір           | Голи | Примітки |
| --------- | ------------- | --------- | --------- | ---------- | ---------------- | ---- | -------- |
| 31-5-1975 | Белград       | Югославія | 3 – 0     | Нідерланди | товариський матч | -    | 86'      |
| 18-2-1976 | Туніс (місто) | Туніс     | 2 – 1     | Югославія  | товариський матч | -    | 46'      |
| 24-2-1976 | Алжир (місто) | Алжир     | 1 – 2     | Югославія  | товариський матч | -    |          |
| 17-4-1976 | Баня-Лука     | Югославія | 0 – 0     | Угорщина   | товариський матч | -    | 70'      |
| Усього    |               | Матчів    | 4         |            | Голів            | 0    |          |

## Титули і досягнення
- Чемпіон Греції (3):

«Олімпіакос»: 1979/80, 1980/81, 1981/82
- Володар Кубка Греції (1):

«Олімпіакос»: 1980/81
- Володар Кубка Мітропи (1):

«Воєводина»: 1976/77